# Morti l'11 aprile

## V secolo a.C.(1)
- 479 a.C. - Confucio, filosofo cinese (n. 551 a.C.)

## VII secolo(2)
- 618 - Sui Yangdi, imperatore cinese (n. 569)
- 678 - Papa Dono, papa e vescovo italiano

## IX secolo(1)
- 879 - Luigi II di Francia, re franco (n. 846)

## XI secolo(4)
- 1027 - Teodorico I di Lotaringia, nobile
- 1031 - Liudolfo di Zutphen, nobile tedesco
- 1034 - Romano III Argiro, imperatore bizantino (n. 968)
- 1079 - Stanislao di Cracovia, vescovo cattolico polacco (n. 1030)

## XII secolo(4)
- 1111 - Eufemia d'Ungheria, nobile ungherese
- 1117 - Tescelino il Sauro, nobile francese
- 1165 - Stefano IV d'Ungheria, re ungherese (n. 1133)
- 1165 - Ibn al-Tilmīdh, medico arabo (n. 1074)

## XIII secolo(3)
- 1240 - Llywelyn il Grande, principe
- 1241 - Dionigi Tomaj, nobile ungherese
- 1241 - Ugrino Csák di Caloccia, arcivescovo cattolico ungherese

## XIV secolo(2)
- 1304 - Matilde de Lacy, nobile irlandese (n. 1230)
- 1313 - Guglielmo di Nogaret, giurista francese (n. 1260)

## XV secolo(6)
- 1447 - Enrico Beaufort, cardinale e vescovo cattolico inglese
- 1458 - Elena Paleologa, principessa bizantina (n. 1428)
- 1466 - Guglielmo di Varax, abate e vescovo cattolico francese
- 1493 - Bartolomeo Paganelli, umanista italiano
- 1495 - Angelo Carletti, francescano, letterato e umanista italiano (n. 1410)
- 1500 - Michele Marullo Tarcaniota, poeta greco (n. 1453)

## XVI secolo(17)
- 1503 - Giovanni Michiel, cardinale italiano (n. 1446)
- 1508 - Guidobaldo da Montefeltro, militare italiano (n. 1472)
- 1512 - Ivo d'Allegri, condottiero francese (n. 1452)
- 1512 - Asakura Sadakage, militare giapponese (n. 1473)
- 1512 - Gaston de Foix-Nemours, nobile francese (n. 1489)
- 1512 - Raffaele de' Pazzi, condottiero italiano (n. 1471)
- 1514 - Bramante, architetto e pittore italiano (n. 1444)
- 1520 - Agostino Chigi, banchiere, imprenditore e armatore italiano (n. 1466)
- 1525 - Carlo IV d'Alençon, nobile francese (n. 1489)
- 1530 - Pietro de Cardona, abate e arcivescovo cattolico spagnolo
- 1547 - Dorotea di Danimarca, principessa danese (n. 1504)
- 1554 - Thomas Wyatt il Giovane, politico britannico (n. 1521)
- 1569 - Livia, nobile italiana (n. 1508)
- 1570 - Isabella Colonna, nobile italiana (n. 1513)
- 1577 - Nicola Vicentino, compositore e teorico della musica italiano (n. 1511)
- 1578 - Giovanna d'Austria, sovrana (n. 1547)
- 1587 - Ottaviano Preconio, vescovo cattolico italiano

## XVII secolo(11)
- 1615 - Giovan Battista II Celestri, nobile e avvocato italiano (n. 1548)
- 1615 - Okudaira Nobumasa, militare giapponese (n. 1555)
- 1623 - Nicola Antonio Stigliola, filosofo, architetto e medico italiano (n. 1546)
- 1626 - Marino Ghetaldi, matematico e scienziato dalmata (n. 1568)
- 1639 - Filippo I Colonna, nobile italiano (n. 1578)
- 1641 - Jacopo Soldani, umanista e poeta italiano (n. 1579)
- 1645 - Ferraù Fenzoni, pittore italiano (n. 1562)
- 1662 - Francesco Martio, storico italiano (n. 1608)
- 1681 - Federico Luigi del Palatinato-Zweibrücken, nobile tedesco (n. 1619)
- 1681 - Bartolomeo Gera, vescovo cattolico italiano (n. 1602)
- 1698 - Charles Morton, pastore protestante inglese (n. 1627)

## XVIII secolo(23)
- 1711 - Louis Carré, matematico francese (n. 1663)
- 1712 - Richard Simon, teologo e biblista francese (n. 1638)
- 1716 - Christian Knaut, botanico e bibliotecario tedesco (n. 1656)
- 1718 - Maria Anna di Borbone-Condé, nobile francese (n. 1678)
- 1732 - Colombino Bassi, vescovo cattolico italiano (n. 1660)
- 1732 - Giuliano Colonna di Stigliano, I principe di Sonnino, nobile italiano (n. 1671)
- 1736 - Nicolas Bertin, pittore, disegnatore e decoratore francese (n. 1667)
- 1738 - Johann Beringer, medico tedesco (n. 1667)
- 1741 - James Waldegrave, I conte Waldegrave, nobile e ambasciatore inglese (n. 1684)
- 1748 - Giovanni Battista Baratta, vescovo cattolico italiano (n. 1691)
- 1757 - Carlo Ginori, nobile, politico e imprenditore italiano (n. 1702)
- 1760 - Maurizio di Anhalt-Dessau, generale prussiano (n. 1712)
- 1760 - Louis Silvestre II, pittore francese (n. 1675)
- 1773 - Carlo Grua, compositore e direttore d'orchestra italiano
- 1774 - Elias Gottlob Haussmann, pittore tedesco (n. 1695)
- 1779 - Joseph de Jussieu, botanico francese (n. 1704)
- 1781 - Vincenzo Miceli, teologo e presbitero italiano (n. 1734)
- 1786 - Fernando de Sousa e Silva, cardinale e patriarca cattolico portoghese (n. 1712)
- 1789 - Jean-André Lepaute, orologiaio francese (n. 1720)
- 1793 - Jean Perdriau, militare francese (n. 1746)
- 1797 - Hedvig Elizabeth von Biron, nobildonna russa (n. 1727)
- 1798 - Bernardino Maccaruzzi, architetto italiano
- 1798 - Karl Wilhelm Ramler, poeta tedesco (n. 1725)

## XIX secolo(72)
- 1801 - Pierre François Cornic-Dumoulin, ammiraglio francese (n. 1731)
- 1801 - Giovanni Antonio Ranza, presbitero e patriota italiano (n. 1741)
- 1801 - Antoine Rivaroli, scrittore, giornalista e aforista francese (n. 1753)
- 1802 - Juraj Papánek, storico e presbitero slovacco (n. 1738)
- 1810 - Jakob Zupan, compositore sloveno (n. 1734)
- 1811 - Matteo Procopio, filologo, presbitero e letterato italiano (n. 1753)
- 1826 - Anton Walter, austriaco (n. 1752)
- 1828 - Edward Coote Pinkney, poeta, giornalista e marinaio statunitense (n. 1802)
- 1830 - Jean-Baptiste Henri Barré de Saint-Leu, navigatore francese (n. 1763)
- 1830 - Karl Wilhelm Becker, numismatico, bibliotecario e mercante tedesco (n. 1772)
- 1832 - Emmanuel-Étienne Du Villard de Durand, economista svizzero (n. 1755)
- 1834 - John Fuller, politico e filantropo britannico (n. 1757)
- 1834 - Matteo Pertsch, architetto austriaco (n. 1769)
- 1835 - Francesco Canali, cardinale e arcivescovo cattolico italiano (n. 1764)
- 1836 - Floriano Caldani, anatomista italiano (n. 1772)
- 1837 - Diego Guicciardi, diplomatico, politico e banchiere italiano (n. 1756)
- 1838 - Piet Uys, generale boero (n. 1797)
- 1839 - John Galt, scrittore scozzese (n. 1779)
- 1839 - Charles-Louis Huguet de Sémonville, politico e diplomatico francese (n. 1759)
- 1842 - Sándor Kőrösi Csoma, filologo, linguista e orientalista ungherese (n. 1784)
- 1842 - John England, vescovo cattolico irlandese (n. 1786)
- 1849 - Andrea Brenta, patriota e condottiero italiano (n. 1813)
- 1850 - Ignazio Giovanni Cadolini, cardinale e arcivescovo cattolico italiano (n. 1794)
- 1850 - Nara Singh, principe e generale indiano (n. 1792)
- 1851 - Giuseppe Gromo di Ternengo, magistrato e politico italiano (n. 1776)
- 1853 - Louis Emmanuel Jadin, compositore francese (n. 1768)
- 1854 - Karl Adolph von Basedow, medico tedesco (n. 1799)
- 1856 - Juan Santamaría, militare costaricano (n. 1831)
- 1860 - Camille Alphonse Trézel, generale francese (n. 1780)
- 1860 - Charlotte Vanhove, attrice teatrale francese (n. 1771)
- 1861 - György Majláth, nobile e politico ungherese (n. 1786)
- 1863 - Pietro Betti, medico italiano (n. 1784)
- 1863 - Stanislas Verroust, compositore e oboista francese (n. 1814)
- 1865 - Vittorio di Sant'Albino, lessicografo italiano (n. 1787)
- 1866 - Władysław Oleszczyński, scultore polacco (n. 1807)
- 1869 - Claude-Philibert Barthelot de Rambuteau, funzionario francese (n. 1781)
- 1870 - Enrico Polliotti, politico italiano (n. 1811)
- 1870 - Justo José de Urquiza, generale e politico argentino (n. 1801)
- 1873 - Edward Canby, generale statunitense (n. 1817)
- 1873 - Maria Efrem Garrelon, missionario e vescovo cattolico francese (n. 1827)
- 1873 - Christopher Hansteen, geofisico, astronomo e fisico norvegese (n. 1784)
- 1875 - Alphonse Royer, librettista, scrittore e giornalista francese (n. 1803)
- 1875 - Heinrich Schwabe, astronomo tedesco (n. 1789)
- 1876 - Giovanni Battista Candotti, compositore, organista e presbitero italiano (n. 1809)
- 1876 - Baginda Omar di Terengganu, sovrano malese (n. 1806)
- 1876 - Ludwig Traube, medico tedesco (n. 1818)
- 1877 - Eugène-André Oudiné, scultore e medaglista francese (n. 1810)
- 1877 - Ardingo Trotti, generale italiano (n. 1797)
- 1878 - George Selwyn, missionario e vescovo anglicano britannico (n. 1809)
- 1880 - Jean Antoine Théodore de Gudin, pittore francese (n. 1802)
- 1881 - Eugenio Cavallini, direttore d'orchestra, compositore e violinista italiano (n. 1806)
- 1882 - Francesco Accolla, politico italiano (n. 1822)
- 1882 - Joaquim Manuel de Macedo, scrittore brasiliano (n. 1820)
- 1884 - Henry James Byron, commediografo, attore teatrale e impresario teatrale inglese (n. 1835)
- 1884 - Alphonse-Alfred Haentjens, politico e imprenditore francese (n. 1824)
- 1884 - Charles Reade, scrittore e drammaturgo inglese (n. 1814)
- 1886 - Carlo Barbaroux, magistrato e politico italiano (n. 1813)
- 1889 - Leonard James Farwell, politico statunitense (n. 1819)
- 1889 - Edward Hatch, generale statunitense (n. 1832)
- 1889 - Émile de Najac, librettista e drammaturgo francese (n. 1828)
- 1890 - Joseph Merrick, inglese (n. 1862)
- 1892 - Carl Paul Caspari, storico, saggista e docente norvegese (n. 1814)
- 1892 - Štefan Marko Daxner, avvocato, politico e poeta slovacco (n. 1822)
- 1893 - Enrico Narducci, bibliografo e bibliotecario italiano (n. 1832)
- 1893 - Gaspare De Marinis, anarchico italiano (n. 1840)
- 1894 - Constantin Lipsius, architetto tedesco (n. 1832)
- 1895 - Julius Lothar Meyer, chimico tedesco (n. 1830)
- 1895 - Nazikeda Kadın, principessa abcasa (n. 1848)
- 1898 - Émilie Ambre, cantante lirica francese (n. 1849)
- 1898 - Edoardo Chiossone, incisore italiano (n. 1833)
- 1899 - Lascăr Catargiu, politico rumeno (n. 1823)
- 1899 - Monier Monier-Williams, linguista britannico (n. 1819)

## XX secolo(261)
- 1902 - Alfred Cornu, fisico francese (n. 1841)
- 1902 - Wade Hampton III, politico statunitense (n. 1818)
- 1902 - Nicola Heusch, generale italiano (n. 1837)
- 1902 - Virgilio Ripari, pittore italiano (n. 1843)
- 1903 - Gemma Galgani, mistica e veggente italiana (n. 1878)
- 1903 - Ronglu, politico e generale cinese (n. 1836)
- 1904 - Alberto Cantoni, scrittore italiano (n. 1841)
- 1905 - Beaumont Jarrett, calciatore inglese (n. 1855)
- 1906 - Giovanni Battista Camozzi Vertova, imprenditore, funzionario e politico italiano (n. 1818)
- 1908 - Gian Lorenzo Basetti, politico e patriota italiano (n. 1836)
- 1908 - Henry Bird, scacchista britannico (n. 1830)
- 1910 - Michail Aleksandrovič Vrubel', pittore russo (n. 1856)
- 1911 - Cesare Sambucetti, arcivescovo cattolico italiano (n. 1838)
- 1912 - Vera Konstantinovna Romanova, nobile russa (n. 1854)
- 1913 - Herbert Druce, entomologo britannico (n. 1846)
- 1913 - Carlo Alberto Quigini Puliga, ammiraglio e politico italiano (n. 1840)
- 1914 - Carl Chun, biologo tedesco (n. 1852)
- 1914 - Elena Guerra, religiosa italiana (n. 1835)
- 1914 - Lucien Perey, scrittrice e storica svizzera (n. 1825)
- 1914 - Giovanni Pozza, critico teatrale, critico musicale e giornalista italiano (n. 1852)
- 1915 - Giulio della Chiesa, nobiluomo italiano (n. 1863)
- 1915 - Maria Swanenburg, serial killer olandese (n. 1839)
- 1916 - Richard Harding Davis, giornalista e scrittore statunitense (n. 1864)
- 1916 - Harald Hirschsprung, medico danese (n. 1830)
- 1916 - Henri Vaugeois, filosofo e politico francese (n. 1864)
- 1918 - Giuseppe De Martino, attore italiano (n. 1854)
- 1918 - William McDonald, politico statunitense (n. 1858)
- 1918 - Otto Wagner, architetto e urbanista austriaco (n. 1841)
- 1921 - Augusta Vittoria di Schleswig-Holstein-Sonderburg-Augustenburg, imperatrice tedesca (n. 1858)
- 1922 - Archibald Acheson, IV conte di Gosford, nobile irlandese (n. 1841)
- 1923 - Mary Treat, divulgatrice scientifica e attivista statunitense (n. 1830)
- 1923 - Almerico Meomartini, architetto, archeologo e scrittore italiano (n. 1850)
- 1923 - Max Seligsohn, orientalista russo (n. 1865)
- 1924 - Tia Ciata, imprenditrice e artista brasiliana (n. 1854)
- 1925 - Hermann Paasche, statistico e politico tedesco (n. 1851)
- 1925 - Jan Styka, pittore polacco (n. 1858)
- 1926 - André-Joseph Allar, scultore francese (n. 1845)
- 1926 - Luther Burbank, botanico statunitense (n. 1849)
- 1927 - Albert Vilhelm Bøgh, attore norvegese (n. 1843)
- 1927 - Émile-Joseph Carlier, scultore francese (n. 1849)
- 1927 - Federigo Verdinois, giornalista, scrittore e traduttore italiano (n. 1844)
- 1928 - Riccardo Arnò, ingegnere italiano (n. 1866)
- 1929 - Edmond Thieffry, militare e aviatore belga (n. 1892)
- 1930 - Thomas Dewar, imprenditore scozzese (n. 1864)
- 1931 - Teresa Claramunt, sindacalista e anarchica spagnola (n. 1862)
- 1931 - Sophus Claussen, poeta danese (n. 1865)
- 1933 - William Metzger, imprenditore statunitense (n. 1868)
- 1933 - Valentino Pittoni, politico italiano (n. 1872)
- 1934 - John Collier, politico, scrittore e pittore britannico (n. 1850)
- 1934 - Gerald du Maurier, attore e produttore teatrale inglese (n. 1873)
- 1934 - George Spencer Watson, pittore britannico (n. 1869)
- 1935 - Anna Katharine Green, scrittrice statunitense (n. 1846)
- 1936 - Max von Bahrfeldt, generale e numismatico tedesco (n. 1856)
- 1937 - Filoteo Alberini, regista italiano (n. 1867)
- 1937 - Nino Basile, storico e storico dell'arte italiano (n. 1866)
- 1937 - Luigi Brizzolara, scultore italiano (n. 1868)
- 1939 - Onorato Carlandi, pittore italiano (n. 1848)
- 1939 - Giovanni Gasti, criminologo e poliziotto italiano (n. 1869)
- 1939 - S. S. Van Dine, scrittore e critico d'arte statunitense (n. 1887)
- 1941 - Alessandro Annoni, militare italiano (n. 1899)
- 1941 - Alfredo Notte, militare italiano (n. 1918)
- 1941 - Albert Charles Seward, botanico e geologo britannico (n. 1863)
- 1942 - Ewald von Lochow, generale tedesco (n. 1855)
- 1942 - Giorgio Martucciello, militare e aviatore italiano (n. 1918)
- 1942 - Henry Prunières, musicologo francese (n. 1886)
- 1942 - Bruno Spitzl, aviatore e militare italiano (n. 1918)
- 1943 - Federico Cattani Amadori, cardinale italiano (n. 1856)
- 1943 - Giovanni Cracco, militare italiano (n. 1913)
- 1944 - Gennaro Maria di Borbone-Due Sicilie, principe (n. 1882)
- 1944 - Gabriel Hanotaux, politico, storico e diplomatico francese (n. 1853)
- 1944 - Ion Minulescu, scrittore, poeta e drammaturgo rumeno (n. 1881)
- 1944 - Giuseppe Puerari, calciatore e partigiano italiano (n. 1900)
- 1944 - Alejandro Villanueva, allenatore di calcio e calciatore peruviano (n. 1908)
- 1945 - Antonio Ceron, partigiano italiano (n. 1923)
- 1945 - Peter Delaney, militare statunitense (n. 1907)
- 1945 - Domenico Di Marco, partigiano italiano (n. 1928)
- 1945 - Gustav Frenssen, scrittore tedesco (n. 1863)
- 1945 - Gino Fruschelli, partigiano italiano (n. 1912)
- 1945 - Cecil Griffiths, velocista britannico (n. 1900)
- 1945 - Frederick Lugard, I barone di Lugard, militare e esploratore britannico (n. 1858)
- 1945 - Alfred Meyer, politico tedesco (n. 1891)
- 1945 - Silvio Serra, partigiano italiano (n. 1923)
- 1945 - Jean Salomon Simon, militare francese (n. 1908)
- 1945 - Giovanni Venturini, militare e partigiano italiano (n. 1916)
- 1946 - Giovanni Bargiggia, vescovo cattolico italiano (n. 1876)
- 1946 - Teodor Shteingel, archeologo, filantropo e politico ucraino (n. 1870)
- 1947 - Enrico Bazan, generale e politico italiano (n. 1864)
- 1947 - Louise Preslar, serial killer statunitense (n. 1880)
- 1948 - Matheson Lang, attore e drammaturgo canadese (n. 1879)
- 1948 - Frederick Orpen Bower, botanico britannico (n. 1855)
- 1948 - Ernesto Vitetti, funzionario e prefetto italiano (n. 1867)
- 1950 - José Berraondo, calciatore e allenatore di calcio spagnolo (n. 1878)
- 1950 - Bainbridge Colby, politico statunitense (n. 1869)
- 1950 - Giulio Longhi, calciatore italiano (n. 1915)
- 1951 - Panama Al Brown, pugile panamense (n. 1902)
- 1951 - Joe King, attore statunitense (n. 1883)
- 1951 - Woldemar Mobitz, cardiologo tedesco (n. 1889)
- 1952 - Olaf Kjems, ginnasta danese (n. 1880)
- 1952 - Giuseppe Pino, inventore italiano (n. 1868)
- 1953 - Boris Kidrič, partigiano e politico jugoslavo (n. 1912)
- 1953 - Kid Nichols, giocatore di baseball statunitense (n. 1869)
- 1955 - Ray Amm, pilota motociclistico rhodesiano (n. 1927)
- 1955 - Roberto Mieville, politico italiano (n. 1919)
- 1956 - Muhammad Shah II di Terengganu, sovrano malese (n. 1888)
- 1956 - Francesco Simonetti, allenatore di calcio e calciatore italiano (n. 1906)
- 1956 - Francis Tyler, bobbista statunitense (n. 1904)
- 1957 - Freeman Wills Crofts, scrittore irlandese (n. 1879)
- 1957 - Lorenzo Giusso, filosofo italiano (n. 1899)
- 1958 - Marcel Pilet-Golaz, politico svizzero (n. 1889)
- 1958 - Hamilton Revelle, attore inglese (n. 1872)
- 1959 - Eric Blom, lessicografo, musicologo e critico musicale svizzero (n. 1888)
- 1961 - Roffredo Caetani, nobile, compositore e collezionista d'arte italiano (n. 1871)
- 1961 - Angelo Cerica, generale e politico italiano (n. 1885)
- 1961 - Luigi Du Jardin, pallanuotista e calciatore italiano (n. 1893)
- 1961 - Alice Howell, attrice statunitense (n. 1886)
- 1961 - Padma Shamsher Jang Bahadur Rana, politico nepalese (n. 1882)
- 1962 - Sven Landberg, ginnasta svedese (n. 1888)
- 1962 - George Poage, ostacolista e velocista statunitense (n. 1880)
- 1962 - Axel Revold, pittore e illustratore norvegese (n. 1887)
- 1962 - Bruno da Osimo, incisore e scrittore italiano (n. 1888)
- 1963 - Michail Butusov, allenatore di calcio e calciatore sovietico (n. 1900)
- 1963 - Innocente Colombo, calciatore italiano (n. 1895)
- 1963 - Mario Maria Jacopetti, ingegnere elettrotecnico italiano (n. 1908)
- 1963 - Arthur Jonath, velocista tedesco (n. 1909)
- 1963 - Charles Leirens, musicista e fotografo belga (n. 1888)
- 1963 - Alfred Métraux, etnologo svizzero (n. 1902)
- 1963 - Henryk Reyman, calciatore polacco (n. 1897)
- 1964 - Ersilio Ambrogi, politico italiano (n. 1883)
- 1964 - Curt Dahlgren, schermidore svedese (n. 1892)
- 1964 - Hilmar Wictorin, pallanuotista svedese (n. 1894)
- 1965 - Achille Lauri, storico italiano (n. 1884)
- 1965 - Lee Nan-young, cantante sudcoreana (n. 1916)
- 1966 - Roman Dzneladze, lottatore sovietico (n. 1933)
- 1966 - Avtandil Koridze, lottatore sovietico (n. 1935)
- 1966 - Einar Olsen, fotografo danese (n. 1886)
- 1966 - William H. Pitsenbarger, militare statunitense (n. 1944)
- 1967 - Thomas F. Farrell, generale statunitense (n. 1891)
- 1968 - Juan Antonio Iribarren, politico cileno (n. 1885)
- 1969 - Dante Parini, scultore e pittore italiano (n. 1890)
- 1969 - Emidio Piermarini, poeta, scrittore e bibliotecario italiano (n. 1888)
- 1970 - Rogi André, fotografa ungherese (n. 1900)
- 1970 - Jagaddipendra Narayan, indiano (n. 1915)
- 1970 - Mario Merighi, medico e politico italiano (n. 1876)
- 1970 - Cathy O'Donnell, attrice statunitense (n. 1923)
- 1970 - John Henry O'Hara, scrittore statunitense (n. 1905)
- 1971 - Amado Azar, pugile argentino (n. 1913)
- 1971 - Zbigniew Drzewiecki, pianista e insegnante polacco (n. 1890)
- 1971 - Marcel Gromaire, pittore francese (n. 1892)
- 1972 - Hermann Boehm, ammiraglio tedesco (n. 1884)
- 1972 - Carlo Gualandri, attore italiano (n. 1895)
- 1972 - Luis Mottura, attore e regista italiano (n. 1901)
- 1972 - Reidar Ødegaard, fondista, combinatista nordico e sciatore di pattuglia militare norvegese (n. 1901)
- 1972 - George H. Plympton, sceneggiatore statunitense (n. 1889)
- 1972 - Dino Provenzal, scrittore italiano (n. 1877)
- 1973 - Paolo Greco, politico italiano (n. 1886)
- 1973 - Ynez Seabury, attrice statunitense (n. 1907)
- 1973 - Ljudmil Stojanov, poeta e scrittore bulgaro (n. 1888)
- 1973 - James Van Trees, direttore della fotografia statunitense (n. 1890)
- 1973 - Ted de Corsia, attore statunitense (n. 1903)
- 1974 - Rasmus Rasmussen, ginnasta danese (n. 1899)
- 1974 - Abraham Robinson, matematico tedesco (n. 1918)
- 1975 - Alberto Lombardi, cavaliere italiano (n. 1893)
- 1975 - André Obey, commediografo, scrittore e giornalista francese (n. 1892)
- 1976 - Onorato Bonzani, calciatore e allenatore di calcio italiano (n. 1900)
- 1976 - Maurice Depaepe, calciatore francese (n. 1899)
- 1976 - Liam Dunn, attore statunitense (n. 1916)
- 1976 - Mario Napoli, archeologo italiano (n. 1915)
- 1976 - Gerhard Thurow, pilota motociclistico tedesco (n. 1934)
- 1977 - Karen Krantzcke, tennista australiana (n. 1947)
- 1977 - Henri-Irénée Marrou, storico francese (n. 1904)
- 1977 - Mauro Picone, matematico italiano (n. 1885)
- 1977 - Jacques Prévert, poeta e sceneggiatore francese (n. 1900)
- 1977 - Ludomił Rayski, generale e aviatore polacco (n. 1892)
- 1978 - Ian MacDonald, attore statunitense (n. 1914)
- 1979 - Mohamed Ali Akid, calciatore tunisino (n. 1949)
- 1979 - Leonid Fёdorovič Bykov, attore e regista sovietico (n. 1928)
- 1979 - Ugo D'Andrea, giornalista, saggista e politico italiano (n. 1893)
- 1979 - Pietro Dal Pozzo, partigiano e politico italiano (n. 1898)
- 1979 - Ali Hojjat Kashani, generale e politico iraniano (n. 1919)
- 1979 - Abbas Ali Khalatbari, politico e diplomatico iraniano (n. 1912)
- 1979 - Mohammad Taghi Majidi, generale iraniano (n. 1911)
- 1979 - Nasser Moghaddam, generale e agente segreto iraniano (n. 1921)
- 1979 - Ali Neshat, generale iraniano (n. 1923)
- 1979 - Gholamreza Nikpey, politico iraniano (n. 1927)
- 1979 - Hassan Pakravan, funzionario e generale iraniano (n. 1911)
- 1979 - Abdollah Riazi, politico iraniano (n. 1905)
- 1980 - Charles Borah, velocista statunitense (n. 1905)
- 1980 - Mario Ceconi di Montececon, scultore italiano (n. 1893)
- 1980 - Lidia Franchetti, artista russa (n. 1899)
- 1980 - Charlotte Henry, attrice statunitense (n. 1914)
- 1981 - James Hagerty, giornalista statunitense (n. 1909)
- 1981 - Adriaan Pelt, giornalista e diplomatico olandese (n. 1892)
- 1981 - Riccardo Riccardi, geografo e viaggiatore italiano (n. 1897)
- 1983 - Edina Altara, illustratrice, decoratrice e pittrice italiana (n. 1898)
- 1983 - Dolores del Río, attrice e ballerina messicana (n. 1904)
- 1983 - Karl-Heinz Wohlfahrt, calciatore tedesco orientale (n. 1924)
- 1984 - Pedro Armillas, antropologo e archeologo spagnolo (n. 1914)
- 1984 - Edgar V. Saks, scrittore e storico estone (n. 1910)
- 1985 - Bunny Ahearne, dirigente sportivo irlandese (n. 1900)
- 1985 - Bruno Chiavacci, calciatore italiano (n. 1915)
- 1985 - André De Dienes, fotografo ungherese (n. 1913)
- 1985 - Gennadij Galkin, tuffatore sovietico (n. 1934)
- 1985 - Enver Hoxha, generale, rivoluzionario e politico albanese (n. 1908)
- 1985 - Vilho Setälä, giornalista, linguista e esperantista finlandese (n. 1892)
- 1985 - Fred Uhlman, scrittore e avvocato tedesco (n. 1901)
- 1986 - Mario Colombo, pilota motociclistico italiano (n. 1902)
- 1986 - Josef Růžička, lottatore cecoslovacco (n. 1925)
- 1987 - Carlo Bestetti, editore italiano (n. 1934)
- 1987 - Erskine Caldwell, scrittore e giornalista statunitense (n. 1903)
- 1987 - Rudolf Karl Krause, pilota automobilistico tedesco (n. 1907)
- 1987 - Primo Levi, scrittore, chimico e partigiano italiano (n. 1919)
- 1987 - Licisco Magagnato, storico dell'arte e critico d'arte italiano (n. 1921)
- 1987 - Rodolfo M. Taboada, scrittore, giornalista e umorista argentino (n. 1913)
- 1988 - Ithell Colquhoun, pittrice, scrittrice e esoterista britannica (n. 1906)
- 1988 - Jeff Donnell, attrice statunitense (n. 1921)
- 1988 - Wolfram Fiedler, slittinista tedesco orientale (n. 1951)
- 1988 - Francesco Pacini, pentatleta italiano (n. 1905)
- 1989 - Hiram Sherman, attore, cantante e commediografo statunitense (n. 1908)
- 1989 - Sarban, scrittore e diplomatico britannico (n. 1910)
- 1990 - Rudolf Cejka, calciatore austriaco (n. 1941)
- 1990 - Aurelio Curti, politico italiano (n. 1917)
- 1990 - Ivar Lo-Johansson, scrittore svedese (n. 1901)
- 1990 - Edmondo Lozzi, montatore e regista italiano (n. 1916)
- 1990 - Gennaro Manna, scrittore, critico letterario e saggista italiano (n. 1922)
- 1990 - Umberto Mormile, educatore italiano (n. 1953)
- 1990 - Natalino Sapegno, critico letterario, storico della letteratura e italianista italiano (n. 1901)
- 1991 - Fredson Bowers, filologo e bibliografo statunitense (n. 1905)
- 1991 - Ferdinand Faczinek, calciatore e allenatore di calcio cecoslovacco (n. 1911)
- 1991 - Lionello Levi Sandri, giurista, partigiano e antifascista italiano (n. 1910)
- 1991 - Syria Poletti, scrittrice, saggista e poetessa italiana (n. 1917)
- 1992 - James Brown, attore statunitense (n. 1920)
- 1992 - Heinrich Lausberg, filologo tedesco (n. 1912)
- 1992 - Gérard Tichy, attore tedesco (n. 1920)
- 1993 - Fides Benini, nuotatrice italiana (n. 1929)
- 1993 - Rahmon Nabiev, politico tagiko (n. 1930)
- 1993 - Pietro Sessa, canottiere italiano (n. 1927)
- 1993 - Red Wiseman, cestista canadese (n. 1913)
- 1994 - Wesley Barry, attore, regista e produttore cinematografico statunitense (n. 1907)
- 1994 - Johan Nicolaas Block, pioniere dell'aviazione e imprenditore olandese (n. 1929)
- 1994 - Elsa Oliva, pittrice, partigiana e antifascista italiana (n. 1921)
- 1994 - Johnny Posewitz, cestista statunitense (n. 1906)
- 1995 - Mal McMullen, cestista statunitense (n. 1927)
- 1995 - Aurelio Pavesi De Marco, allenatore di calcio e calciatore italiano (n. 1919)
- 1995 - Dulce Santucci, autrice televisiva, sceneggiatrice e drammaturga brasiliana (n. 1921)
- 1995 - Jacob Weingreen, docente e biblista irlandese (n. 1907)
- 1996 - Marcel Bleustein-Blanchet, pubblicitario francese (n. 1906)
- 1996 - Marthe Robert, critica letteraria, saggista e traduttrice francese (n. 1914)
- 1997 - Wang Xiaobo, scrittore e saggista cinese (n. 1952)
- 1998 - Paolo Arnaboldi, presbitero e teologo italiano (n. 1914)
- 1998 - Rodney Harvey, attore statunitense (n. 1967)
- 1998 - Georges Houyvet, calciatore francese (n. 1906)
- 1998 - Alfonso Menna, politico italiano (n. 1890)
- 1998 - Kristaq Rama, scultore albanese (n. 1932)
- 1998 - Ivan Čerepnin, compositore statunitense (n. 1943)
- 1999 - Luciano Frigerio, designer, artista e musicista italiano (n. 1928)
- 1999 - Agim Ramadani, militare albanese (n. 1963)
- 1999 - Slavko Ćuruvija, giornalista e editore serbo (n. 1949)
- 2000 - Antonio Gordini, calciatore italiano (n. 1919)
- 2000 - Salvador Lazo Lazo, vescovo cattolico filippino (n. 1918)
- 2000 - Flaminio Piccoli, politico italiano (n. 1915)
- 2000 - Olav Økern, fondista norvegese (n. 1911)

## XXI secolo(128)
- 2001 - Sandy Bull, musicista statunitense (n. 1941)
- 2001 - Harry Secombe, attore e cantante britannico (n. 1921)
- 2002 - Lidia Barbieri Sacconaghi, sciatrice alpina italiana (n. 1945)
- 2002 - Park Jung-tae, artista marziale sudcoreano (n. 1943)
- 2002 - Giorgio Luciano Verda, politico italiano (n. 1923)
- 2003 - Cesco Giulio Baghino, giornalista e politico italiano (n. 1911)
- 2003 - Enrica Collotti Pischel, storica italiana (n. 1930)
- 2003 - Néstor Garay, attore argentino (n. 1931)
- 2003 - Joannes Gerardus ter Schure, vescovo cattolico olandese (n. 1922)
- 2004 - Kim Arena, cantante italiano (n. 1948)
- 2004 - Cesare Garboli, critico letterario, critico teatrale e traduttore italiano (n. 1928)
- 2004 - Walter Guertler, produttore discografico e imprenditore svizzero (n. 1924)
- 2005 - John Brosnan, romanziere e saggista australiano (n. 1947)
- 2005 - Iván Fónagy, filologo e linguista ungherese (n. 1920)
- 2005 - André François, fumettista francese (n. 1915)
- 2005 - Maurice Hilleman, microbiologo statunitense (n. 1919)
- 2005 - Lucien Laurent, calciatore francese (n. 1907)
- 2005 - Dino Moro, politico e partigiano italiano (n. 1923)
- 2005 - Doug Peden, cestista canadese (n. 1916)
- 2005 - Luigi Roveda, politico italiano (n. 1936)
- 2006 - Gianni Corsaro, marciatore italiano (n. 1925)
- 2006 - Enrico Pancheri, politico italiano (n. 1920)
- 2006 - Proof, rapper statunitense (n. 1973)
- 2006 - Shin Sang-ok, produttore cinematografico e regista sudcoreano (n. 1926)
- 2007 - Sergio Bardotti, paroliere e produttore discografico italiano (n. 1939)
- 2007 - Roscoe Lee Browne, attore e doppiatore statunitense (n. 1922)
- 2007 - Luigi Gatteschi, matematico italiano (n. 1923)
- 2007 - Kurt Vonnegut, scrittore statunitense (n. 1922)
- 2008 - Claude Abbes, calciatore e allenatore di calcio francese (n. 1927)
- 2008 - Salvatore Civita, politico italiano (n. 1938)
- 2009 - Werner Otto Leuenberger, pittore svizzero (n. 1932)
- 2009 - René Monory, politico francese (n. 1923)
- 2009 - Jimmy Neighbour, allenatore di calcio e calciatore inglese (n. 1950)
- 2010 - Carlo Bacarelli, giornalista e telecronista sportivo italiano (n. 1924)
- 2010 - Edmondo Berselli, giornalista e scrittore italiano (n. 1951)
- 2010 - Jean Boiteux, nuotatore francese (n. 1933)
- 2010 - Vicki Draves, tuffatrice statunitense (n. 1924)
- 2011 - Billy Bang, violinista e compositore statunitense (n. 1947)
- 2011 - Lewis Binford, archeologo statunitense (n. 1930)
- 2011 - Jimmy Briggs, calciatore scozzese (n. 1937)
- 2011 - Igor' Runov, pallavolista sovietico (n. 1963)
- 2011 - Angela Scoular, attrice britannica (n. 1945)
- 2012 - Ahmed Ben Bella, politico e rivoluzionario algerino
- 2012 - Misbach Yusa Biran, regista, sceneggiatore e giornalista indonesiano (n. 1933)
- 2012 - Vincenzo Ferrari, artista italiano (n. 1941)
- 2012 - Gustaf Jansson, maratoneta svedese (n. 1922)
- 2012 - Hal McKusick, sassofonista e clarinettista statunitense (n. 1924)
- 2013 - Pietro D'Amico, magistrato italiano (n. 1951)
- 2013 - Adam Galos, storico polacco (n. 1924)
- 2013 - Hilary Koprowski, virologo e immunologo polacco (n. 1916)
- 2013 - Maria Tallchief, ballerina statunitense (n. 1925)
- 2013 - Clorindo Testa, architetto, pittore e scultore italiano (n. 1923)
- 2013 - Antoine Veil, imprenditore, politico e funzionario francese (n. 1926)
- 2013 - Angela Voigt, lunghista tedesca (n. 1951)
- 2013 - Jonathan Winters, attore e doppiatore statunitense (n. 1925)
- 2014 - Hal Cooper, regista statunitense (n. 1923)
- 2014 - Lou Hudson, cestista statunitense (n. 1944)
- 2014 - Helga Volz-Mees, schermitrice tedesca (n. 1937)
- 2014 - Jesse Winchester, cantautore e musicista statunitense (n. 1944)
- 2015 - Charles Beasley, cestista statunitense (n. 1945)
- 2015 - Nico Henri Frijda, psicologo e docente olandese (n. 1927)
- 2015 - Adelina Gutiérrez, astrofisica cilena (n. 1925)
- 2016 - René Seghini, calciatore argentino (n. 1931)
- 2017 - Michael Ballhaus, direttore della fotografia tedesco (n. 1935)
- 2017 - Eric Cook, manager e produttore discografico inglese
- 2017 - J. Geils, chitarrista statunitense (n. 1946)
- 2017 - Margit Schumann, slittinista tedesca orientale (n. 1952)
- 2018 - Bruce M. Fischer, attore statunitense (n. 1936)
- 2018 - Javier González, calciatore peruviano (n. 1939)
- 2018 - Robert Matthews, atleta paralimpico britannico (n. 1961)
- 2019 - Can Bartu, cestista e calciatore turco (n. 1936)
- 2019 - Geoffrey Chew, fisico statunitense (n. 1924)
- 2019 - Monkey Punch, fumettista, regista e character designer giapponese (n. 1937)
- 2020 - Colby Cave, hockeista su ghiaccio canadese (n. 1994)
- 2020 - John Conway, matematico britannico (n. 1937)
- 2020 - Justus Dahinden, architetto svizzero (n. 1925)
- 2020 - Mariano De Nicolò, vescovo cattolico italiano (n. 1932)
- 2020 - Antonio Ferres, scrittore spagnolo (n. 1924)
- 2020 - Alfred Hagn, sciatore alpino tedesco (n. 1948)
- 2020 - Edem Kodjo, politico togolese (n. 1938)
- 2020 - Lars-Åke Nilsson, allenatore di pallacanestro e dirigente sportivo svedese (n. 1923)
- 2020 - Luciano Pellicani, sociologo, politologo e giornalista italiano (n. 1939)
- 2020 - Joseph Tusiani, poeta e traduttore statunitense (n. 1924)
- 2020 - Alojzij Uran, arcivescovo cattolico sloveno (n. 1945)
- 2021 - Colin Baker, calciatore gallese (n. 1934)
- 2021 - Ermavilo, paroliere, doppiatore e cantante italiano (n. 1947)
- 2021 - Giuseppe Carratelli, avvocato e politico italiano (n. 1932)
- 2021 - Edoardo Colombo, cestista e allenatore di pallacanestro italiano (n. 1942)
- 2021 - Massimo Cuttitta, rugbista a 15 e allenatore di rugby a 15 italiano (n. 1966)
- 2021 - Giannetto De Rossi, truccatore, regista e effettista italiano (n. 1942)
- 2021 - Micky Erbe, compositore statunitense (n. 1946)
- 2021 - Miguel López Abril, cestista e allenatore di pallacanestro spagnolo (n. 1954)
- 2021 - Enzo Sciotti, illustratore italiano (n. 1944)
- 2021 - Joseph Siravo, attore statunitense (n. 1955)
- 2021 - John Williamson, economista britannico (n. 1937)
- 2022 - Antonio Bellocchio, politico italiano (n. 1927)
- 2022 - Marzio Bonferroni, saggista italiano (n. 1940)
- 2022 - Wayne Cooper, cestista, allenatore di pallacanestro e dirigente sportivo statunitense (n. 1956)
- 2022 - Harald Dietl, attore, doppiatore e giornalista tedesco (n. 1933)
- 2022 - Vincenzo Gueglio, scrittore e traduttore italiano (n. 1946)
- 2022 - Hans Junkermann, ciclista su strada e pistard tedesco (n. 1934)
- 2022 - Charnett Moffett, musicista e compositore statunitense (n. 1967)
- 2022 - Giulietta Sacco, cantante italiana (n. 1944)
- 2023 - Miguel Escobar, calciatore colombiano (n. 1945)
- 2023 - Pasquale Ferrara, politico italiano (n. 1950)
- 2023 - Jim McManus, attore britannico (n. 1940)
- 2023 - Stanislav Mitin, regista sovietico (n. 1950)
- 2023 - Alziro Molin, alpinista italiano (n. 1932)
- 2023 - Giōrgos Mpompolas, imprenditore e editore greco (n. 1928)
- 2023 - Dana Němcová, psicologa ceca (n. 1934)
- 2023 - John Olsen, pittore e viaggiatore australiano (n. 1928)
- 2023 - Sandro Panseri, attore italiano (n. 1945)
- 2023 - Meir Shalev, scrittore, conduttore televisivo e umorista israeliano (n. 1948)
- 2023 - Zafrullah Chowdhury, attivista, politico e medico bangladese (n. 1941)
- 2024 - Bernard Baudoux, schermidore francese (n. 1928)
- 2024 - Anton Flešár, calciatore cecoslovacco (n. 1944)
- 2024 - Anna-Greta Leijon, politica svedese (n. 1939)
- 2024 - Yasuo Muramatsu, doppiatore giapponese (n. 1933)
- 2024 - Park Bo-ram, cantante sudcoreana (n. 1994)
- 2024 - Akebono Tarō, lottatore di sumo, artista marziale misto e wrestler statunitense (n. 1969)
- 2024 - Shigeharu Ueki, calciatore e allenatore di calcio giapponese (n. 1954)
- 2024 - Lorena Velázquez, attrice messicana (n. 1939)
- 2025 - Mario Bretone, giurista italiano (n. 1932)
- 2025 - Alberto Franceschini, terrorista italiano (n. 1947)
- 2025 - John J. LaFalce, politico e avvocato statunitense (n. 1939)
- 2025 - Max Romeo, cantante giamaicano (n. 1947)
- 2025 - Michelangelo Maria Tiribilli, abate italiano (n. 1937)
- 2025 - Michele Traversa, politico e sindacalista italiano (n. 1948)

## Senza anno specificato(2)
- Lanuino, beato francese
- Stefano I di Napoli, vescovo romano